# Опатовац (Ловас)
Опатовац је насељено место у саставу општине Ловас у Вуковарско-сремској жупанији, Република Хрватска.

## Историја
Године 1905. у Опатовцу је било 393 Срба, па Мађара 392, Немаца 164 а Хрвата 77.
Децембра 1937. године потонуо је у Дунаву код Опатовца аустријски шлеп "Д. Д. Ф. Г. - бр. 5722". Био је пун угља (50 тона), а вукао га је мађарски теретни брод "Фултон". Штета износи око 400.000 динара.
До територијалне реорганизације у Хрватској налазио се у саставу старе општине Вуковар.

## Културна историја Срба у Опатовцу
Јуна 1753. године опатовачки поп Гаврил је био у сукобу са парохијанима, који су писали против њега жалбу проти. Две иконе у Опатовачкој српској православној цркви, радио је 1758. године арадски сликар Стефан Тенецки. Једна је велика икона и на дасци "Богородица". Друга, велика икона на дасци "Христа Спаситеља" је вероватно престона икона, од старог иконостаса, носи запис са сликаревим потписом. Њу је судећи о запису на икони, наручио "Господар Тодор Милашеновић из Опатовца који пребива код Господара... марта 1758."
По државном шематизму православног клира у Угарској из 1846. године у општини Опатовцу, живи 257 православаца. Као парохијска филијала се јавља 1846. године општина Сотин, са црквом Светог Николе и 98 православних душа. Православно парохијско звање је основано 1769. године, а црквене матичне књиге се воде од 1777. године. У месту је 1846. године православна црква посвећена Св. великомученику Георгију грађена 1802. године, а парох је Гаврило Билић.
Изразио је јавну захвалност црквени тутор опатовачки Адам Ђаковић маја 1866. године дародавцима тамошње цркве. Цркви су приложили кадионицу сребрну, супружници Ђока и Љубица Симоновић из Шида. Земаљска влада у Загребу је 1895. године одредила помоћ од 600 ф. за оправку српске православне цркве у Опатовцу.
Јуна 1896. године стари парох у Опатовцу, Јован Блидовић је добио право ношења црвеног појаса. Приложили су заједно 7 ф. за Фонд Св. Саве у Београду, опатовачка српска црквена општина и парох Јован Блидовић. Поп Блидовић парох опатовачко-сотински је умро те исте 1896. године. У његовом некрологу пише да је рођен 1842. године у Херцег-Суљошу, као син учитеља па капелана тамошњег. Отац парох се скрасио и службовао у Опатовцу. После завршене Карловачке богословије, од 1868. године Јован је био кратко очев помоћник и учитељ опатовачки. Затим је службовао у другим местима, до смрти очеве, када се повратио у Опатовац и преузео ту двојну парохију. Епархијске власти су одобриле 1896. године изабрану црквену општинску власт у Опатовцу, која ће почети да се спрема за репарацију своје цркве.
Године 1897-1898. именован је ђакон Душан Блидовић за администратора упражњене опатовачке парохије, који је затим рукоположен за свештеника. Он је претходно завршио Задарску богословију у Далмацији. Расписан је јуна 1898. године "Јефтимбени оглас" у црквеном листу, за поправак српске православне цркве у Опатовцу. Трошкови поправка износе 1108 ф. 66 новчића. На челу тадашње црквене општине су председник Стеван Димитријевић и перовођа Милан Вуксановић (учитељ).
За епархијског скупштинара У Карловцима изабран је 1902. године Стева Несторовић поседник из Опатовца. Заједнички парох за Сотин и Опатовац, биран је 1903. године. Парох у Опатовцу 1899-1937. године је поп Емилијан Јосиповић. Поп Емилијан је 1902. године као администратор парохије у Опатовцу положио у Карловцима "стечајни испит".
У народној вероисповедној школи у Опатовцу било је 1846. године само 15 ђака, којима је предавао учитељ Цветко Поповић. Расписан је 1855-1857. године, сваке јесени стечај за упражњено место српског учитеља у Опатовцу, са годишњом платом од 160 ф. сребра. Учитељка (жена учитеља) опатовачка Љубица Бизумић послала је 1866. године прилог од 40 новчића за Фонд Школског листа. То је била прва Српкиња приложник том Фонду. Њен муж, учитељ Мојсеј Бизумић је претходно 1864. године дао 2 ф. за исти Школски фонд. Бизумић је претпатник "Школског листа" из Новог Сада 1965-1866. године. Из расписаног стечаја за учитеља у Опатовцу, из године 1869. види се да је његова плата 186 ф. и стан. Учитељ у Опатовцу 1888. године је Ђорђе Бороцки, којем је због сиромаштва поклоњена годишња претплата на "Школски лист". Лазар Кекић учитељ приправник из Опатовца положио је 1897. године испит за учитељско оспособљавање у Сомбору. Постављен је 1899. године у месту за дефинитивног. По извештају из 1905. године у Опатовцу је комунална (државна) школа са једним здањем подигнутим 1850. године. Учитељ је Милорад Зековић, стално намештен. Редовну наставу похађа 34 ђака, а у пофторну школу је ишло седам старијих ученика.
Преминуо је 16. јуна 1862. године у Опатовцу Адам Драгосављевић, родом из села Бремена (1800), познати књижевник и филолог српски. Умро је у гостима код зета, док се враћао из Вуковара за Шид, са заседања жупанијске скупштине. Био је учитељ у Шиклушу, Мохачу и Вуковару. Највише се бавио филологијом, истраживањем и анализом народног говора. Објавио је у Бечу 1833. године дело "Превод псалтира као прва проба на српском језику". Затим, "Немачка граматика за децу и свакога..." два издања, те "Постанак словенских слова или писменост каква је и каква треба да буде" у Београду издата 1840. године. Био је дописник новина "Српски летопис" и "Бачка вила". Много списа је остало у рукопису.
У Опатовцу и Сотину је 1865. године у јединственој парохији, шесте класе на коју припада један парох, избројано 400 православних душа. Године 1885. место је у Ердевичком изборном срезу са својих 449 душа.
Историјску књигу о француској и Наполеоновој пропасти у рату, купили су 1818. године Опатовчани: Григорије Михајловић парох и Алексије Лукић учитељ. Претплату су дали 1831. године за једну српску књигу Опатовчани: Георгије Недић учитељ и Лазар Михајловић купац. Године 1843. учитељ Цветко Поповић је пренумерант једне допадљиве књиге. Уз њега су читаоци исте књиге пет његових ученика и Ђорђе Лучић поштар. Опатовачки поштар Лазар Лучић био је 1862. године претплатник часописа "Даница" из Новог Сада. Трговачки шегрт у Опатовцу Лазар Михајловић набавио је 1870. године Вукову књигу. Стеван Ђорђевић из Опатовца је 1872. године био кандидат за Текелијину стипендију, при Матици српској. Он је међутим касније 1875. године, као правник треће године у Загребу, изабран од стране Патријарха као први од кандидата, у Заклади Нестора Димитријевића са годишњом стипендијом од 250 ф. Други Опатовчанин, Веселин Лучић изабран је 1895. године за стипендисту Закладе Павла Јовановића.
По српском извору из 1905. године Опатовац је село, у којем живи 1090 становника у 180 кућа. Срба има 393 душе са 54 српска дома. Од јавних здања ту су пошта, српска православна црква и комунална школа. Црквена општина је уређена, скупштина редовна а председник исте је Никола Крстић. Ту припада место Сотин као парохијска филијала. Храм православни је у добром стању, његов иконостас је прекупљен од манастира Кувеждина. Парохија је шесте платежне класе, има парохијски дом и српско православно гробље. Опатовачки парох је поп Емилијан Јосифовић родом из Бољеваца, који служи већ седам година у месту.

## Становништво
На попису становништва 2011. године, Опатовац је имао 345 становника.

## Попис 1991.
На попису становништва 1991. године, насељено место Опатовац је имало 550 становника, следећег националног састава:
| Попис 1991.‍  | Попис 1991.‍  | Попис 1991.‍ | Попис 1991.‍ | Попис 1991.‍ |
| ------------ | ------------ | ----------- | ----------- | ----------- |
|              |              |             |             |             |
| Хрвати       | Хрвати       |             | 238         | 43,27%      |
| Срби         | Срби         |             | 144         | 26,18%      |
| Мађари       | Мађари       |             | 116         | 21,09%      |
| Југословени  | Југословени  |             | 26          | 4,72%       |
| Русини       | Русини       |             | 3           | 0,54%       |
| Муслимани    | Муслимани    |             | 1           | 0,18%       |
| Немци        | Немци        |             | 1           | 0,18%       |
| Словаци      | Словаци      |             | 1           | 0,18%       |
| Словенци     | Словенци     |             | 1           | 0,18%       |
| неопредељени | неопредељени |             | 16          | 2,90%       |
| непознато    | непознато    |             | 3           | 0,54%       |
| укупно: 550  |              |             |             |             |